# Can Coromines (l'Ametlla del Vallès)
Can Coromines és un edifici del municipi de l'Ametlla del Vallès (Vallès Oriental) protegit com a bé cultural d'interès local.

## Descripció
És una masia amb coberta a dues vessants, façana de pedra i portal dovellat rodó. La part interior ha estat restaurada, igual que alguns elements exteriors.
A l'interior es conserva un celler que havia estat l'antiga cuina. També es conserva la part destinada a les corts amb arcades molt antigues, sitges i grutes.
A la casa es conserva emmarcat un document que parla de Can coromines l'any 1200, així com un escut de ferro amb els símbols dels Coromines. La part posterior de la casa ha estat totalment restaurada. La part antiga està deshabitada.

## Història
El Mas Coromines està documentat al segle xiii, amb el document de la casa del 1200 que ja parla d'ell. També hi ha un altre document del 1335 que parla d'un plet contra els Millet. Els coromines havien casat una pubilla amb els Plandolit.
En un altre document, parroquial, de 1375 es troba el Mas Coromines entre altres 62 masos de l'Ametlla.